# Bathymicrops multispinis
Bathymicrops multispinis is een straalvinnige vissensoort uit de familie van netoogvissen (Ipnopidae). De wetenschappelijke naam van de soort is voor het eerst geldig gepubliceerd in 1992 door Nielsen & Merrett.